# Yūrei
Yūrei (幽霊) são figuras do folclore japonês, análogas às lendas ocidentais de fantasmas. O nome é composto por dois kanjis, 幽, yū, significando “fraco” ou “fraca” e 霊, rei, que significa “alma” ou “espírito”. Nomes alternativos incluem Borei (霊亡), significando arruinadas ou partiram espírito, Shiryo (死霊), significado “espírito morto”, ou o mais abrangente Yokai (妖怪) ou Obake (お化け).

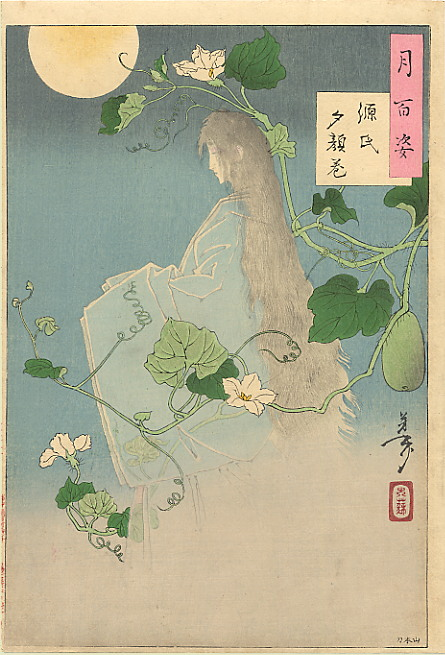
Ilustração de uma yūrei, 1886.

Um exemplo de yurei na cultura popular é a Senhorita Okiku, professora do programa infantil japonês Escola dos Monstros (Bakeruno Shōgakkō Hyūdoro-gumi, 2003-2006).